# Rex - Un cucciolo a palazzo
Rex - Un cucciolo a palazzo (The Queen's Corgi) è un film d'animazione belga del 2019, diretto da Ben Stassen e Vincent Kesteloot, e scritto da John R. Smith e Rob Sprackling, basato sulla vita dei corgi della regina Elisabetta II, in particolare Rex, che cerca di ritrovare la strada di casa.

## Trama
Rex, un amato welsh corgi pembroke della famiglia reale britannica nonché il cane preferito della regina Elisabetta II, fugge da Buckingham Palace e si imbatte in un club di combattimento di cani di varie razze, venendo rinchiuso in un canile. Quindi, intraprende un lungo viaggio per tornare di nuovo a casa.

## Produzione
Il film è stato prodotto dalla nWave Pictures, ed è costato 20 milioni di dollari di budget.

## Distribuzione
Il film è stato distribuito il 16 gennaio 2019 e il 14 febbraio in Italia.